# Italochrysa tibialis
Italochrysa tibialis is een insect uit de familie van de gaasvliegen (Chrysopidae), die tot de orde netvleugeligen (Neuroptera) behoort. 
Italochrysa tibialis is voor het eerst wetenschappelijk beschreven door Navás in 1913.